# 9 Pułk Dragonów (Cesarstwo Niemieckie)
9 pułk dragonów  im. Króla Rumunii Karola I (1 Hanowerski) (niem. Dragoner-Regiment „König Karl I. von Rumänien“ (1. Hannoversches) Nr. 9) – pułk kawalerii niemieckiej okresu Cesarstwa Niemieckiego.

## Charakterystyka

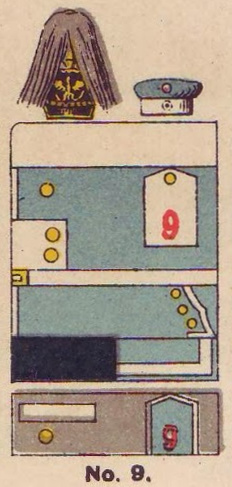
Barwy pułku

Pułk został sformowany 25 listopada 1805. Stacjonował w Metz . Wchodził w skład XVI Korpusu Armijnego .

 Wiosną 1914 był w strukturze 33 Brygady Kawalerii z 33 Dywizji Piechoty.

30 grudnia 1916 oddział przeorganizowano w spieszony pułk kawalerii.